# Värnamo folkhögskola

Värnamo folkhögskola är en regionsägd folkhögskola i Värnamo i Jönköpings län.

## Historik[1][2]
Skolan räknar sitt startår som 1876, efter det att Landstinget i Jönköpings län 1875 beviljat ett anslag på 1000 kr för tre år. Till ordförande för den blivande folkhögskolan utsågs häradshövdingen Ekenman, som själv verkade för att skolan skulle etableras i Värnamo.

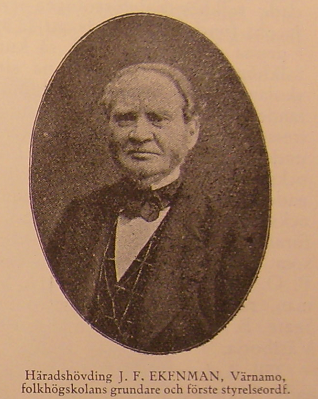
Häradshövding Ekenman.

Skolan startade läsåret 1875-76 med sjutton ”lärjungar”.

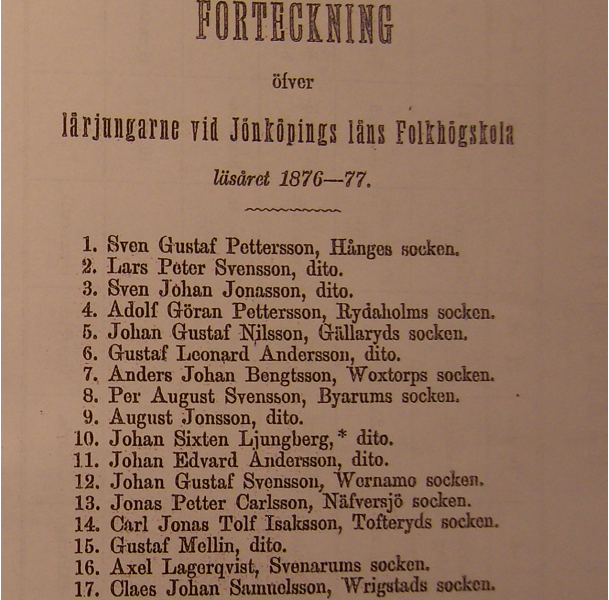
Elevförteckning 1876.

Skolan flyttades påföljande verksamhetsår till Mosslegatan.

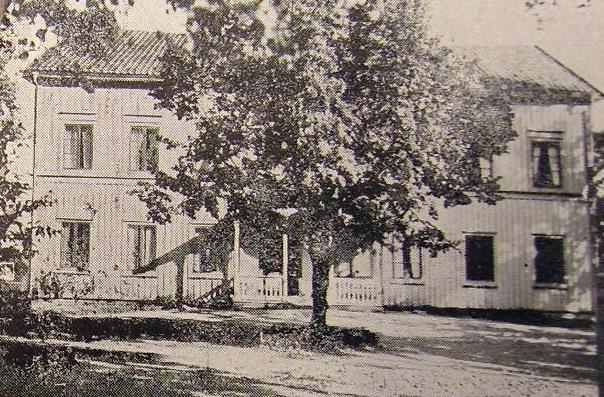
Skolhuset på Mosslegatan.

1880 startade skolan en kurs för kvinnliga deltagare. Första året kom sex elever.

En tidigt väckt fråga på skolan var inomhustemperaturen. De studerande klagade över att det var kallt, som goda pedagoger lät lärarna de studerande föra bok över inom- och utomhustemperaturen. 

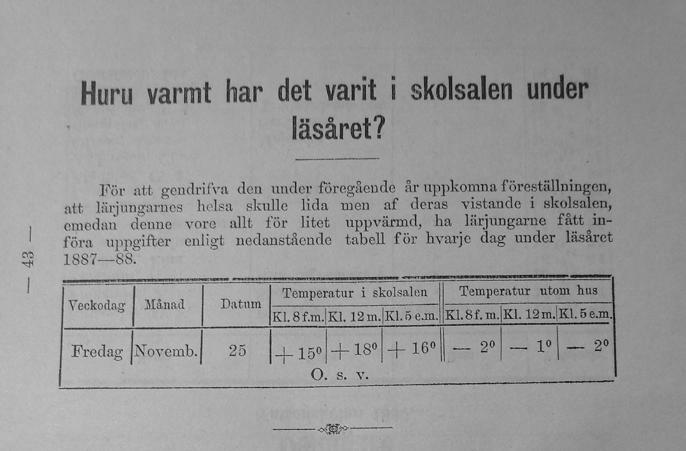
Mätning av inom- och utomhustemperatur.

1889 kom en aftonskola igång efter förfrågan från lokalsamhället.

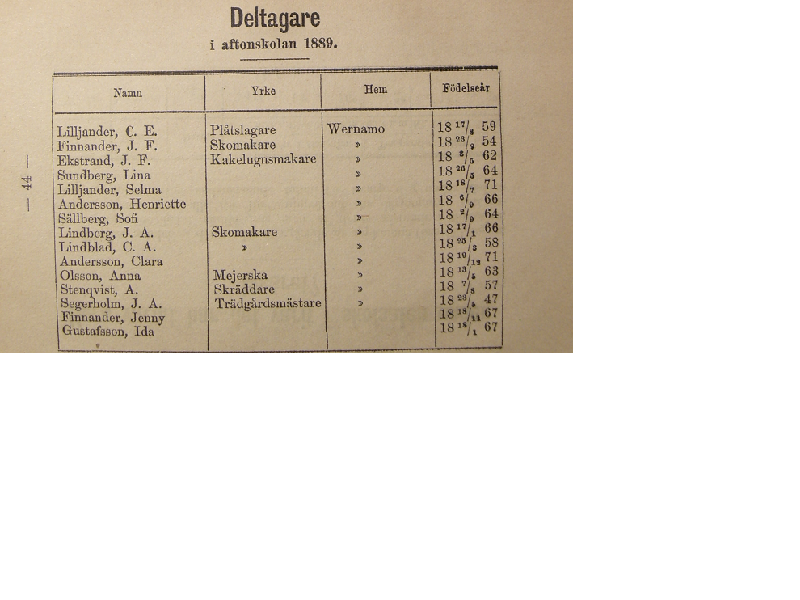
Deltagare på aftonskolan 1889.

1907 kom skolan till nuvarande plats. Skolan byggdes sedan till 1914. Ytterligare en byggnad, Vävstugan (numera[när?] Julias hus), uppfördes 1936.

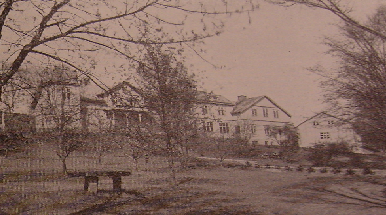
Nuvarande skolbyggnad.

1915 startades en lantmannalinje. Skolan hade därmed tre linjer: manliga respektive kvinnliga folkhögskolan samt lantmannalinjen.
1924 tog landstinget över folkhögskolan från folkhögskoleföreningen och sedan dess har skolan varit landstings-, senare regionägd.
1974 startades en ledarutbildning. Denna utbildning har senare omvandlats till den tvååriga fritidsledarutbildningen.

## Nutid
Idag[när?] har skolan tre yrkesinriktade kurser: två tvååriga kurser för fritidsledare respektive socialpedagoger samt en ettårig textilutbildning med en ettårig påbyggnadsutbildning – Textilakademien.
Skolan har en allmän linje och omfattande dagutbildningar för personer med olika typer av funktionsnedsättningar.